# Sociedad Estatal de Participaciones Industriales

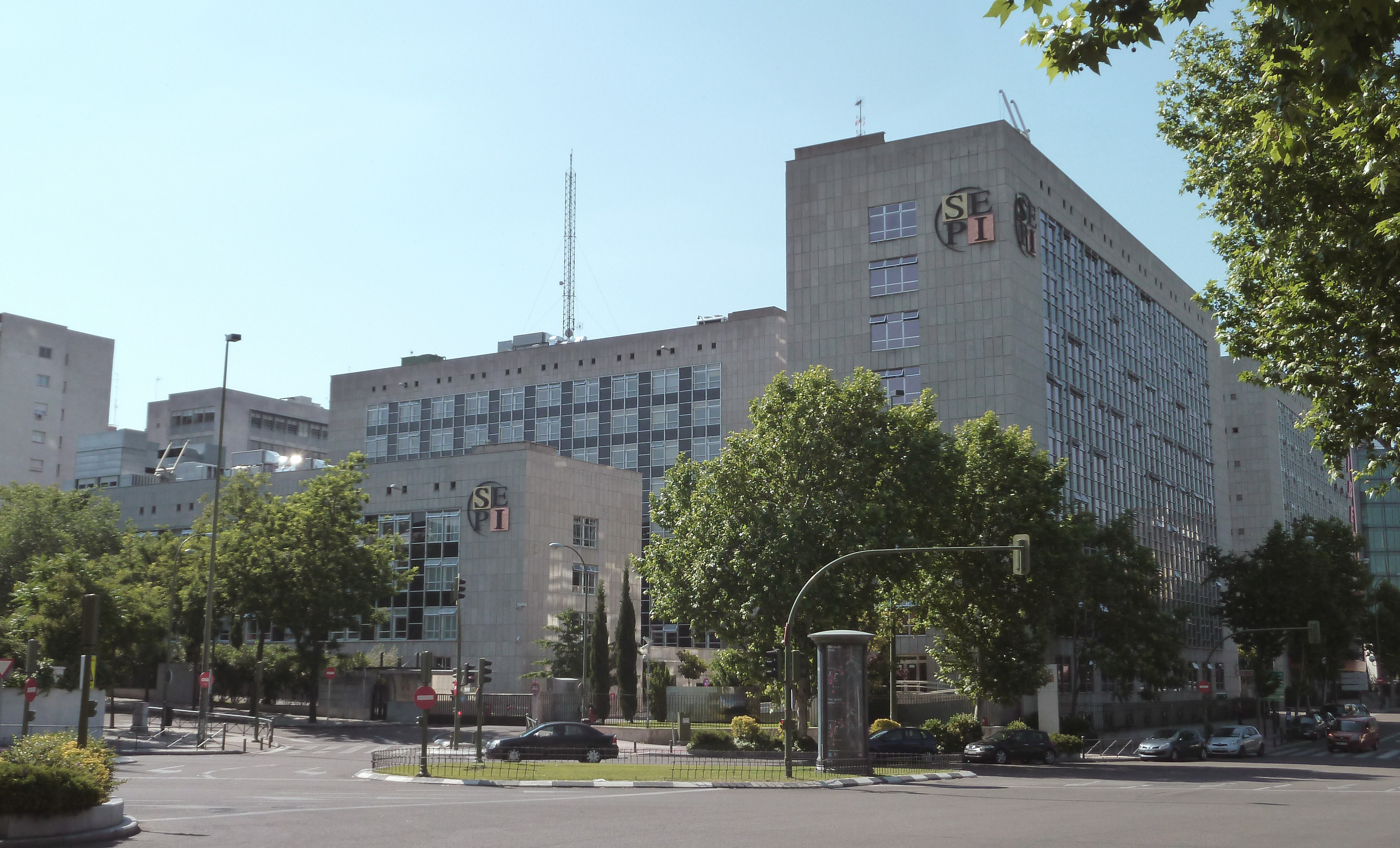
Die Unternehmenszentrale in Madrid

Die Sociedad Estatal de Participaciones Industriales (SEPI; deutsch Staatsgesellschaft für Industriebeteiligungen) ist eine 1995 gegründete Dachgesellschaft des spanischen Staates zur Verwaltung der staatlichen Unternehmen und Beteiligungen. Sie ersetzte in weiten Teilen das Instituto Nacional de Industria (INI) und untersteht dem spanischen Finanzministerium.
SEPI war 2005 unter anderem Mehrheitsaktionärin der Werften IZAR und Navantia, der spanischen Nachrichtenagentur EFE, der Radio- und Fernsehanstalt RTVE, der Bergbauunternehmen Hunosa (Steinkohleabbau in Asturien), Presur (Kupfer- und Eisenerzabbau im Minas de Riotinto in der Provinz Huelva) und Mayasa (Quecksilbergewinnung in Almadén) sowie der Pferderennbahn Hipódromo de la Zarzuela in Madrid. Auch Entwicklungsgesellschaften für ländliche Entwicklung, Tourismusförderung und Investitionsförderung gehören der SEPI. Die Holding hält auch ca. 5 Prozent der Aktien von Iberia, 4,1 Prozent am Luft- und Raumfahrtkonzern Airbus Group und 2,95 Prozent an Endesa.